# Список командувачів повітрянодесантних військ СРСР
Командувач Повітрянодесантних військ СРСР — посадові особи у званнях генералів, на яких було покладено управління штабами, військовими частинами, з'єднаннями, об'єднаннями, а також військовими установами і закладами повітрянодесантних військ Радянського Союзу в період з червня 1941 по грудень 1991.
Безпосереднє управління військами здійснювалося через Штаб ПДВ СРСР.

## Історія
За десять днів до початку німецько-радянської війни 12 червня 1941 року було створено Управління повітрянодесантних військ, яке пізніше у серпні, згідно з наказом НКО СРСР № 0329 очолив командир 3-го повітрянодесантного корпусу (м. Первомайськ, Україна) генерал-майор В. О. Глазунов. Начальником штабу ПДВ був призначений генерал-майор авіації П. П. Іонов.
29 серпня 1941 наказом Наркома оборони Й.Сталіна № 0329 «О поліпшенні керівництва повітрянодесантними військами Червоної армії» вводиться посада Командувача ПДВ Червоної армії з підпорядкуванням йому всіх повітрянодесантних частин.
У 1946 році Генеральний штаб Збройних Сил СРСР враховуючи довоєнний і бойовий досвід, виробив цілісну програму щодо розвитку та зміцненню Повітрянодесантних військ. Постановою Ради Міністрів СРСР від 3 червня повітрянодесантні війська виведені зі складу ВПС, включені до складу військ резерву Верховного головнокомандувача і підпорядковані безпосередньо Міністрові ЗС СРСР. Цим же наказом знов була введена посада Командувача ПДВ та визначені його обов'язки.
Очолив Повітрянодесантні війська Герой Радянського Союзу, генерал-полковник В. В. Глаголев.

## Командувачі ПДВ СРСР
В період німецько-радянської війни і післявоєнні роки посаду Командувача ПДВ займали наступні радянські воєначальники:
| #  | Фото                                          | Ім'я (роки життя)                          | Військове звання          | Коротка біографія | Термін в посаді                                                 |
| -- | --------------------------------------------- | ------------------------------------------ | ------------------------- | --- | --------------------------------------------------------------- |
| 1  |                                               | Глазунов Василь Опанасович (1896–1967)     | генерал-лейтенант         | Брав участь в Першій світовій 1914–1918 і в Громадянської війнах. У Радянській армії з 1918 року. У 1929-му закінчив курси «Вистріл». До початку німецько-радянської війни командував 3-м повітрянодесантним корпусом, з серпня 1941 року по червень 1943 року — Командувач Повітрянодесантними військами. У післявоєнний час — генерал-інспектор ПДВ. | (серпень 1941 — червень 1943)                                   |
| 2  |                                               | Капітохин Олександр Григорович (1892–1958) | генерал-лейтенант         | Учасник Громадянської війни. Закінчив Військову академію імені М. В. Фрунзе. З початку війни — командир стрілецької дивізії, а потім командир 8-ї гвардійської повітряно-десантної дивізії. З червня 1943 року по серпень 1944 року Командувач Повітрянодесантними ійськами. Після реорганізації ПДВ — командир 38-го гвардійського повітряно-десантного корпусу Окремої гвардійської повітрянодесантної армії. З грудня 1944 року командир 39-го гвардійського стрілецького корпусу 9-ї гвардійської армії. | (червень 1943 — серпень 1944)                                   |
| 3  |                                               | Затевахін Іван Іванович (1896–1956)        | генерал-лейтенант         | Учасник Громадянської війни. Закінчив Військову академію імені М. В. Фрунзе. У 1936 році командував окремим авіадесантним полком на Далекому Сході. З 1938 року — командир 212-ї повітряно-десантної бригади. У 1939 році брав участь в бойових діях на річці Халхин-Гол. У складі 3-го повітряно-десантного корпусу обороняв в 1941 році Київ. Заступник командувача ПДВ. З серпня 1944 року — командувач Окремою гвардійською повітряно-десантною армією. З серпня 1944 року по січень 1946 року — Командувач ПДВ. | (серпень 1944 — січень 1946)                                    |
| 4  | black & white portrait of Archibald Henderson | Глаголев Василь Васильович (1896–1947)     | генерал-полковник         | Брав участь у Першій світовій 1914—1918 і в Громадянської війнах. У 1941 році закінчив курси удосконалення вищого складу при Військовій академії імені М. В. Фрунзе. У роки війни — командир кавалерійської, потім стрілецької дивізії, командир корпусу. З 1943 року — Командувач 9-ю гвардійською армією. Командувач ПДВ з квітня 1946 року по вересень 1947 року. | (квітень 1946 — вересень 1947)                                  |
| 5  |                                               | Казанкин Олександр Федорович (1900–1955)   | генерал-лейтенант         | Учасник Громадянської війни. У 1934 році закінчив Військову академію імені М. В. Фрунзе. У 1941 — 1943 роках — начальник штабу 4-го повітрянодесантного корпусу, командир 1-ї гвардійської повітрянодесантної дивізії. Командир стрілецького корпусу. Командувач ПДВ з жовтня 1947 року по грудень 1948 року і з січня 1950 року по березень 1950 року. | (жовтень 1947 — грудень 1948)                                   |
| 6  |                                               | Руденко Сергій Гнатович (1904–1990)        | генерал-полковник авіації | Командувач Повітрянодесантними військами , згодом маршал авіації і перший заступник Головнокомандувача Військово-Повітряних сил СРСР, професор. | (грудень 1948 — січень 1950)                                    |
| 7  |                                               | Казанкин Олександр Федорович (1900–1955)   | генерал-лейтенант         | Вдруге Командувач ПДВ з січня по березень 1950 року. | (січень — березень 1950)                                        |
| 8  |                                               | Горбатов Олександр Васильович (1891–1973)  | генерал армії             | відважний кавалерист часів Першої світової і Громадянської війнах, командир кавалерійської дивізії, після закінчення курсів удосконалення Вищого командного складу в 1930 році несподівано опинився в піхоті. У 1937 році був заарештований, піддавався тортурам, але винним себе не визнав. Звільнений в 1940 році. У німецько-радянську війну — заступник командира стрілецького корпусу, командир гвардійського стрілецького корпусу, з червня 1943 року — командувач 3-ю армією. У 1945 займав посаду коменданта Берліна. Після війни — командувач армією, потім Командувач ПДВ (з березня 1950 по травень 1954), в 1954—1958 роках командувач військами Прибалтійського військового округу. З 1958 року — в групі генеральних інспекторів МО СРСР.                      | (березень 1950 — травень 1954)                                  |
| 9  |                                               | Маргелов Василь Пилипович (1908–1990)      | генерал-полковник         | лауреат Державної премії СРСР, легендарний Командувач ПДВ, Десантник № 1 | (червень1954 — березень 1959)                                   |
| 10 |                                               | Тутарінов Іван Васильович (1901–1966)      | генерал-полковник         | Командував взводом, ротою, батальйоном. Проходив службу на різних посадах в частинах і з'єднаннях Повітрянодесантних військ. У роки німецько-радянської війни командував полком, дивізією, корпусом. З березня 1959 року по липень 1961 року — Командувач Повітрянодесантними військами. З липня 1961 року — Командувач військами Уральського військового округу. | (березень 1959 — липень 1961)                                   |
| 11 |                                               | Маргелов Василь Пилипович (1908–1990)      | генерал армії             | лауреат Державної премії СРСР, легендарний Командувач ПДВ, Десантник № 1 | (липень 1961 по січень 1979)                                    |
| 12 |                                               | Сухоруков Дмитро Семенович (1922–2003)     | генерал армії             | учасник німецько-радянської війни, в якій брав участь як командир взводу, командир роти, начальник штабу батальйону. Після війни — командир батальйону. В 1955—1958 слухач Військової академії ім. М. В. Фрунзе, по завершенні якої проходив службу у повітрянодесантних військах: командир парашутно-десантного полку, начальник штабу дивізії, командир повітрянодесантної дивізії, заступник й командир корпусу. В 1969—1971 роках — заступник командувача ПДВ, потім командувач армією, перший заступник командувача військами Закавказького військового округу та командувач Центральною групою військ. З січня 1979 року до липня 1987 року — Командувач Повітрянодесантних військ, з липня 1987 до липня 1990 року — заступник Міністра оборони СРСР з питань кадрів. | (січень 1979 — липень 1987)                                     |
| 13 |                                               | Калінін Микола Васильович (1937–2008)      | генерал-полковник         | Командувач Повітрянодесантними військами з серпня 1987 року по січень 1989 року. | (серпень 1987 — січень 1989)                                    |
| 14 |                                               | Ачалов Владислав Олексійович (1945–2011)   | генерал-полковник         | | (січень 1989 — грудень 1990)                                    |
| 15 |                                               | Грачов Павло Сергійович (1948–2012)        | генерал-лейтенант         | Командувач Повітрянодесантними військами з січня 1991 по серпень 1991 року | (січень 1991 — серпень 1991)                                    |
| 16 |                                               | Подколзін Євген Миколайович (1936–2003)    | генерал-полковник         | останній Командувач Повітряно-десантними військами з серпня 1991 року по грудень 1991 року (згодом Командувач ПДВ Росії з 1991 по 1996) | (серпень 1991 року — грудень 1991, згодом Командувач ПДВ Росії) |